# Jean-Charles Hue
Pour les articles homonymes, voir Hue.
Jean-Charles Hue est un réalisateur, plasticien et vidéaste français né en 1968 à Eaubonne.

## Biographie
Jean-Charles Hue a une expérience de designer verrier à Murano avant d'intégrer l'école de la Chambre syndicale de haute couture. Après avoir travaillé dans la mode en qualité de styliste, il présente en 2001 une exposition personnelle composée de films expérimentaux réalisés en Espagne dans le monde gitan. Il tourne ensuite plusieurs courts métrages, puis un premier long en 2009, Carne Viva, non distribué et exposé sous la forme de séquences vidéo séparées.
Avec La BM du Seigneur, sorti en janvier 2011, Jean-Charles Hue filme le quotidien de la communauté yéniche.
Il enseigne la vidéo et le cinéma expérimental à l'École supérieure des beaux-arts du Mans.

## Filmographie

### Longs métrages
- 2009 : Carne viva
- 2011 : La BM du Seigneur
- 2014 : Mange tes morts : Tu ne diras point Prix Jean-Vigo 2014.
- 2019 : Tijuana Bible[5]
- 2022 : The Soiled Doves of Tijuana

### Moyen métrage
- 2005 : Martha

### Courts métrages
- 2000 : SS in Uruguay
- 2000 : Emilio
- 2001 : La flor al culo
- 2003 : Sunny Boy
- 2003 : Parabellum Girl
- 2003 : Quoi de neuf docteur ?
- 2004 : Perdonami Mama
- 2005 : Un ange
- 2007 : Y'a plus d'os
- 2008 : L'Œil de Fred
- 2009 : El puma
- 2011 : Tattoo Fight
- 2018 : “Topo y Wera”

### Série
- 2025 : Malditos

## Expositions personnelles
- 2015 : Lágrimas Tijuana[6], Frac Bretagne. Commissariat : 40mcube